# ضد فراماسونری

فراماسون‌های اسیر در اردوگاه‌های کار اجباری آلمان نازی با علامت مشخصی بر روی پیراهنشان که یک مثلث قرمز رنگ رو به پایین بود شناخته می‌شدند.

ضد ماسون یا ضد فراماسونری به کسانی گفته می‌شود که به‌عنوان "مخالفان قسم خورده فراماسونری" شناخته می‌شوند؛ اما با این وجود هیچ جنبش ضدماسونی شناخته شده‌ای در جهان وجود ندارد.
از جمله مهم‌ترین سرکوب‌گران ماسون‌ها می‌توان به مذهبیون -مخصوصاً مسلمانان، و حزب نازی آلمان اشاره کرد.آنها دلایل بسیار مشخص و واضحی برای سرکوب اشخاص ماسونی دارند. سرکوب‌ها در میان جوامع مذهبی عمدتاً به دلایل مرتبط با رستاخیز و آخرالزمان و شائبه تاثیر ماسون‌ها در ظهور دجال صورت می‌گیرد و در آلمان نازی به دلیل ظن همخوانی با یهودیان انجام می‌پذیرفت.